# HMS Brecon (L76)
Le HMS Brecon (pennant number L76) est un destroyer d'escorte de classe Hunt de type IV construit pour la Royal Navy pendant la Seconde Guerre mondiale.

## Construction
Le Brecon est commandé le 28 juillet 1940 dans le cadre du programme d'urgence de la guerre de 1940 pour le chantier naval de John I. Thornycroft & Company de Southampton en Angleterre sous le numéro J6069. La pose de la quille est effectuée le 27 février 1941, le Brecon est lancé le 27 juin 1942 et mis en service le 18 décembre 1942.
Il est parrainé par la communauté civile de Brecon dans le comté de Brecknockshire pendant la campagne nationale du Warship Week (semaine des navires de guerre) en mars 1942.
Les navires de classe Hunt sont censés répondre au besoin de la Royal Navy d'avoir un grand nombre de petits navires de type destroyer capables à la fois d'escorter des convois et d'opérer avec la flotte. Les Hunt de type IV se distinguent des navires précédents type I, II et III par une construction selon un plan privé radicalement différent. Les deux navires de type IV proviennent d'une lignée indépendante et ont été construits selon un modèle privé qui avait été préparé avant la guerre par John I. Thornycroft & Company. Soumis à l'Amirauté et rejeté en 1938, un modèle modifié avait été accepté en 1940. Ils ont une nouvelle conception de coque, avec une section avant en U avec une double articulation distinctive et une section centrale complète avec un virage carré à la cale. Cette forme est destinée à augmenter l'efficacité à basse vitesse et à réduire le roulement sans avoir besoin de ballast ou de stabilisateurs pour améliorer les navires en tant que plates-formes d'artillerie; les tests ont montré une augmentation de 8% de l'efficacité du flux à 20 nœuds (37 km/h) pour une perte de 2% à la vitesse du navire. Les autres caractéristiques comprennent un long gaillard d'avant s'étirant sur la majeure partie de la longueur du navire, ce qui augmente l'espace d'hébergement interne (dont le manque de place est un problème permanent sur les navires en temps de guerre avec des équipages élargis) et permettent à l'équipage de combattre presque complètement sous abri. En conséquence, le canon  de «X» est maintenant au niveau du pont du gaillard plutôt que sur un pont abri surélevé. La conception est suffisamment grande pour transporter un triple jeu de lance-torpilles, mais comme ils sont également au niveau du pont de gaillard, l'appareil d'entraînement a dû être monté à distance sur un pont en dessous. L'armement a été complété par une paire de canons Oerlikon simples de 20 mm dans les ailes du pont et une paire de mitrailleuses Vickers jumelées de 12,7 mm à commande électrique au milieu du navire, rapidement découvert comme étant inefficace et remplacé par le montage double canon Oerlikon Mark V. Le niveau de protection accordé aux équipages de ces deux navires s'est avéré bénéfique en temps de guerre, où les équipages étaient souvent fermés aux stations d'action pendant de longues périodes dans des conditions météorologiques épouvantables, et la conception - bien qu'il s'agissait d'une sorte d'impasse - ce type de concept d'escorte a influencé fortement les navires d'après-guerre.
Le Hunt type IV mesure 90,22 m de longueur hors-tout. Le Maître-bau du navire mesure 9,60 m et le tirant d'eau est de 2,36 m. Le déplacement est de 1 194 t standard et de 1 586 t à pleine charge. 

Deux chaudières Admiralty produisant de la vapeur à 2 100 kPa (21 bar) et à 327 °C alimentent des turbines à vapeur à engrenages simples Parsons qui entraînent deux arbres d'hélices, générant 19 000 chevaux (14 000 kW) à 380 tr/min. Cela donne une vitesse de 26 nœuds (48 km/h) au navire.
L'armement principal du navire est de six canons de 4 pouces QF Mk XVI (102 mm) à double usage (anti-navire et anti-aérien) sur trois supports doubles, avec un support avant et deux arrière. Un armement antiaérien rapproché supplémentaire est fourni par une monture avec des canons quadruple de 2 livres "pom-pom" MK.VII et deux  canons Oerlikon de 20 mm Mk. III montés dans les ailes du pont,.Il est installé trois tubes lance-torpilles de 533 mm. Jusqu'à 40 charges de profondeur pouvaient être transportées , avec deux goulottes de charge en profondeur et  deux lanceurs de charge en profondeur constituent l'armement anti-sous-marin du navire.

## Histoire

### Seconde guerre mondiale

#### 1942-1943
À partir du 30 octobre 1942 et après des essais d'acceptation et sa mise en service, le Brecon est affecté à Scapa Flow le 18 décembre 1942, où il rejoint la Home Fleet, et continue à être entièrement équipé. Puis, il rejoint la 6e Flottille de destroyers pour des missions de patrouilles et d'escortes pour le transport côtier dans la mer du Nord et les approches occidentales.
En juin 1943, le Brecon participe à l'escorte du convoi combiné WS31/KMF17 en direction de Gibraltar. Le navire navigue le 21 juin avec les destroyers Arrow (H42), Ledbury (L90), Blencathra (L24), Brissenden (L79), Hambledon (L37), Mendip (L60), Viceroy (D91), Wallace (1918), Witherington (D76) et Woolston (1918). Le 26 juin, tandis que le convoi WS31 continue sa route vers le Cap de Bonne-Espérance, le Brecon et le convoi KMF17 se détachent, ainsi que le croiseur léger Uganda (66) en direction de Gibraltar.
Le Brecon est ensuite mobilisé pour rejoindre l'opération Husky, le débarquement allié en Sicile, en Italie. Il  se rend à Oran, en Algérie, et rejoint la Force d'appui E pour des missions de patrouille et d'escorte. Le 7 juillet, Il est affecté à l'escorte V avec les destroyers d'escorte Blankney (L30) et Brissenden, protégeant le convoi KMF18 pour atteindre la zone d'assaut. En arrivant sur le site de débarquement trois jours plus tard, le Brecon continue à protéger les navires de transport et à patrouiller sur le site de débarquement,,.
En août, le Brecon est transféré à la 58e Division de destroyers et coordonne avec la Task Force 85 (TF85 ou Force opérationnelle 85) pour l'opération Avalanche, les débarquements alliés à Salerne, en Italie. Le 6 septembre, il quitté Bizerte, en Tunisie, dans le cadre de l'escorte du convoi FSS2, et après avoir quitté le débarquement trois jours plus tard, il rejoint les croiseurs légers Mauritius (80), Uganda, Orion (85) et Aurora (12), les croiseurs légers américains Philadelphia (CL-41) et Boise (CL-47), le navire de surveillance Roberts (F40) et les destroyers Lookout (G32), Loyal (G15), Tartar (F43), Nubian (F36), Quantock (L58) et Eggesford (L15) pour tirer de leurs artillerie des coups de s canons en appui du débarquement. Plus tard, il entreprend une escorte de transport et un soutien de patrouille pour l'opération et est impliqué dans une collision mineure avec le destroyer Laforey (G99),,.
Une fois l'opération terminée, le Brecon recommence à patrouiller et à escorter le transport côtier dans les régions de la Méditerranée occidentale et centrale.

#### 1944
Le 21 janvier 1944, le Brecon participe à l'opération Shingle, le débarquement allié à Anzio, en Italie. Il est concentré à Naples avec les croiseurs Orion et Spartan (95), le croiseur auxiliaire de défense aérienne HMS Ulster Queen, les destroyers Jervis (F00), Janus (F53), Laforey, Loyal, Inglefield (D02), Tenacious (R45), Urchin (R99), Kempenfelt (R03), Beaufort (L14), Wilton (L128) et Tetcott (L99) dans le cadre de la Northern Strike Force. La force est arrivée au large de la zone de débarquement deux jours plus tard, où il patrouille et fourni un appui-feu, qui dure jusqu'en mars.
En mars, avec les navires-jumeaux (sister ship) Blankney, Exmoor (L08) et Blencathra, le Brecon participe au naufrage du sous-marins allemand (U-Boot) U-450 au large d'Anzio, à la position géographique de 40° 11′ N, 12° 02′ E. Quelques marins survivants sont secourus,.
En avril, le Brecon est transféré à la 18e Flottille de destroyers, poursuivant ses tâches de patrouille et d'escorte en Méditerranée. En juillet, il est temporairement transféré sous le commandement de la marine américaine US Navy  pour préparer l'opération Dragoon, le débarquement allié dans le sud de la France. Il navigue à Naples en août et escorté le convoi SM3 jusqu'à la zone de débarquement le 15 août. Une fois l'opération terminée, il revient sous commandement de la Royal Navy, continuant ses activités de patrouille et d'escorte.
Le 19 septembre, le Brecon rejoint les destroyers Terpsichore (R33), Troubridge (R00), Zetland (L59) et le destroyer polonais ORP Garland lors du naufrage du U-Boot U407 à la pointe sud de l'île de Milos, à la position géographique de 36° 27′ N, 24° 33′ E. Le 28 septembre, le Brecon, le Liddesdale (L100) et le Zetland bombardent des positions allemandes à Pegadio et Karpathos.
En octobre, lorsque l'armée allemande commence à se retirer de la mer Égée et en Grèce même, le Brecon rejoint les porte-avions d'escorte Hunter (D80), Stalker (D91), Emperor (D98), Attacker (D02), Searcher (D40), Pursuer (D73) et Khedive (D62); les croiseurs Orion, Ajax (22), Royalist (89), Black Prince (81), Aurora (12) et Colombo (D89), les destroyers Troubridge, Termagant (R89), Terpsichore, Teazer (R23), Tuscan (R56) et Tumult (R11), les destroyers d'escorte Calpe (L71), Catterick (L81), Cleveland (L46), Liddesdale et Zetland dans l'interception des navires ennemis qui se retirent et évacuent leurs troupes, et pour le soutien par leurs artilleries pour la reconquête de la Grèce. En décembre, le navire retourne en Angleterre.

#### 1945
En janvier 1945, le Brecon avec ses navires-jumeaux Bleasdale (L50), Cattistock (L35), Cottesmore (L78), Cowdray (L52), Croome (L62), Eggesford (L15), Fernie (L11), Haydon (L75), Holderness (L48), Mendip (L60), Middleton (L74), Pytchley (L92)) et le torpilleur des Forces navales françaises libres La Combattante sont transférés à la 21e Flotte de destroyers basée à Sheerness. Il s'agit de renforcer les activités de patrouille et de transport de convois dans la mer du Nord, alors que l'ennemi intensifie le mouillage de mines et les opérations de raid avec des torpilleurs et des sous-marins équipés de snorkel dans la zone des approches du sud-ouest,,.
En avril, le Brecon navigue pour Malte, où il est réaménagé pour se préparer au service en Extrême-Orient. Une fois les réparations terminées, il retourne en Angleterre en mai pour permettre à son équipage de prendre congé. Il navigue le 10 juin pour rejoindre la 18e Flottille de destroyers basée à Colombo, sur l'île de Ceylan. Après son arrivée en juillet, il se prépare à l'opération Zipper pour un débarquement en  Malaisie. Cependant, la campagne est annulée à la suite de la reddition du Japon le 15 août, et rejoint la 29e Flottille de destroyers le 29 août et navigue le 4 septembre en escortant le convoi JMG2, fusionnant avec le convoi JMA25 pour recevoir la reddition des Japonais à Singapour le 9 septembre,.

### Après-guerre
Le Brecon retourne à Portsmouth le 12 décembre et est remis en réserve jusqu'à ce qu'il soit inscrit sur une liste des démolitions en 1956.
Il est vendu à BISCO en août 1961 et mis au rebut au chantier naval de Shipbreaking Industries Ltd à Faslane en septembre 1962,.

### Honneurs de bataille
- ENGLISH CHANNEL 1943
- SICILY 1943
- SALERNO 1943
- SOUTH FRANCE 1944
- MEDITERRANEAN 1944
- AEGEAN 1944
- ATLANTIC 1945

### Commandement
- Lieutenant Commander (Lt.Cdr.) Terence Desmond Herrick (RN) du 16 novembre 1942 à janvier 1944
- Lieutenant (Lt.) Nigel Robert Harley Rodney (RN) de janvier 1944 à début 1946